# Sitana dharwarensis
Sitana dharwarensis — вид ящірок з родини агамових (Agamidae). Описаний у 2020 році.

## Назва
Назва виду походить від кратону Дхарвар у Південній Індії, що датується пізнім археєм.

## Поширення
Ендемік Індії. Поширений на півночі штату Карнатака. Природним бар'єром видового ареалу є річки Крішна та Тунґабгадра.

## Опис
Ящірка завдовжки 52 мм. Тіло бежевого забарвлення з візерунком чорного, коричневого та червоного кольорів.